# Peter Raven
Peter Hamilton Raven (Shanghai, 13 juni 1936) is een Amerikaanse botanicus. Van 1971 tot 2010 was hij de directeur van de Missouri Botanical Garden. In 2010 werd Peter Wyse Jackson zijn opvolger als directeur.

## Opleiding en werkzaamheden
In 1957 behaalde Raven zijn B.Sc. in de Biologie aan de University of California, Berkeley. In 1960 behaalde hij een Ph.D. aan de University of California, Los Angeles in de botanie.
In 1961 en 1962 werkte Raven als conservator en taxonoom bij de Rancho Santa Ana Botanic Garden. Tussen 1962 en 1971 was hij achtereenvolgens assistant professor en associate professor aan de Stanford University. In de jaren zestig ontwikkelde hij samen met Paul R. Ehrlich de theorie van co-evolutie van planten en vlinders.
Raven was sinds 1971 'George Engelmann Professor of Botany' (hoogleraar in de plantkunde) aan de Washington University in Saint Louis (Missouri). Tevens was hij sinds 1973 adjunct-hoogleraar in de biologie aan de St. Louis University. Deze positie heeft hij tussen 1976 en 2006 ook bekleed aan de University of Missouri-St. Louis. Van 1971 tot 2010 was hij directeur van de Missouri Botanical Garden. Tussen 1999 en 2003 had hij een aanstelling als voorzitter van de Committee for Research and Exploration ('Commissie voor onderzoek en Exploratie') van de National Geographic Society. Hij is medeoprichter van Flora of China, een project dat is gericht op de beschrijving van de flora van China waarbij wetenschappers van over de hele wereld betrokken zijn.
Raven is gespecialiseerd in de teunisbloemfamilie (Onagraceae), natuurbescherming, duurzame ontwikkeling en fytogeografie. In zijn onderzoek richt hij zich op de relaties tussen de soorten en geslachten uit de teunisbloemfamilie waarbij hij gebruikmaakt van fylogenetische systematiek. Tevens doet hij onderzoek in de fytogeografie, met name van planten in de tropen en het zuidelijk halfrond.

## Onderscheidingen en lidmaatschappen van wetenschappelijke organisaties
In 2000 heeft de American Society of Plant Taxonomists de Peter Raven Award ingesteld. Deze prijs wordt elk jaar uitgereikt aan een plantentaxonoom die dit vak populariseert bij niet-wetenschappers. Raven heeft in 2000 zelf de prijs als eerste in ontvangst genomen. Andere prijzen en onderscheidingen die hij heeft ontvangen, zijn onder meer de AIBS Distinguished Scientist Award van de American Institute of Biological Sciences (1981, zelf was hij voorzitter van deze organisatie in 1984), de Award of Merit ('onderscheiding van verdienste') van de Botanical Society of America (1977), de Willdenow Medal van Botanischer Garten Berlin (1979), de International Prize for Biology van de Japanse regering (1986), de Fellows Medal van de California Academy of Sciences (1988), Officier in de Orde van de Gouden Ark (1990), het erelidmaatschap van de Deutsche Botanische Gesellschaft (1992), de Award of Merit van de American Association of Botanical Gardens and Arboreta (1996), de Asa Gray Award van de American Society of Plant Taxonomists (1996), de Engler Medal in Gold van de International Association for Plant Taxonomy (1999) en de U.S. National Medal of Science (2000, uitgereikt door Bill Clinton). Time Magazine heeft hem in 1999 uitgeroepen tot 'Hero for the Planet'.
Raven is onder meer lid van de National Academy of Sciences (waarvoor hij tussen 1987 en 1999 als secretaris heeft gediend), de American Academy of Arts and Sciences, de California Academy of Sciences (Academy Fellow), de Pauselijke Academie voor de Wetenschappen, de Linnean Society of London, de Geological Society of America en de Organization for Flora Neotropica. Hij is onder meer lid van de wetenschappelijke academies van Argentinië, Brazilië (Academia Brasileira de Ciências), China, Denemarken (Kongelige Danske Videnskabernes Selskab), India, Italië, Mexico, Oostenrijk, Rusland (Russische Academie van Wetenschappen) en Zweden (Kungliga Vetenskapsakademien). Hij heeft eredoctoraten ontvangen van universiteiten van over de hele wereld, waaronder de St. Louis University (1982), Göteborgs universitet (1987), University of Massachusetts (1988), Rijksuniversiteit Leiden (1990) en de Washington University (1993).

## Publicaties
Raven heeft meer dan 400 artikelen in wetenschappelijke tijdschriften op zijn naam staan, onder meer met betrekking tot evolutiebiologie, biodiversiteit, fylogenie en fytogeografie. Hij heeft onder meer gepubliceerd in Annals of the Missouri Botanical Garden, Brittonia, Kew Bulletin, Nature, Science en Systematic Botany. Hij is co-auteur van meer dan vijftien boeken, waaronder de standaardwerken Biology, Biology of Plants en Environment. Hij heeft meer dan tweehonderd botanische namen (mede)gepubliceerd.

## Selectie van publicaties
- Ehrlich, P.R. & P.H. Raven. 1964. 'Butterflies and plants: A study in coevolution'. In: Evolution 18:586-608.
- Biology of Plants, zevende editie; Peter H. Raven, Ray F. Evert & Susan E. Eichhorn; W.H. Freeman & Company (2005); ISBN 0716762846
- Biology, achtste editie; Peter H Raven, George B Johnson, Kenneth A. Mason, Jonathan Losos& Susan Singer; McGraw-Hill Science/Engineering/Math (2007); ISBN 0073227390
- Environment, zesde editie; Peter H. Raven, Linda R. Berg & David M. Hassenzahl; Wiley (2008); ISBN 0470119268